# 保谷町
保谷町（ほうやちょう）は、東京都西東京市の町域。現行行政地名は保谷町一丁目から保谷町六丁目。郵便番号は202-0015。

## 地理
西東京市の中部、西武新宿線の北側に位置する。
地区を東西に横断する新青梅街道（東京都道245号杉並田無線）を挟んで、北側に東から保谷町一丁目、保谷町六丁目、保谷町五丁目と並び、南側に東から保谷町二丁目、保谷町三丁目、保谷町四丁目と並ぶ。新青梅街道以外の各町の境界は市道である。また、富士街道（東京都道8号千代田練馬田無線）が地区南端付近を東西に貫通する他、保谷新道（東京都道233号東大泉田無線）が南西から北東へ、四丁目・五丁目・六丁目を貫通する。
西から反時計回りに田無町、柳沢、東伏見、富士町、中町、泉町、北原町と隣接する。南町とは、四丁目が西武新宿線の北側一点で接するのみである。

### 河川
- 田柄用水 ｰｰｰ 廃河川だが、現在も暗渠として痕跡を残す。

### 面積と人口
丁目毎の面積 、人口と世帯数、および人口密度は以下の通りである。（2018年（平成30年）1月1日現在）
| 丁目         | 面積    | 人口     | 人口     | 人口      | 世帯数     | 人口密度        | 備考             |
| 丁目         | 面積    | 男       | 女       | 計        | 世帯数     | 人口密度        | 備考             |
| ------------ | ------- | -------- | -------- | --------- | ---------- | --------------- | ---------------- |
| 保谷町一丁目 | 0.14km2 | 718 人   | 746 人   | 1,464 人  | 673 世帯   | 10,457.1 人/km2 |                  |
| 保谷町二丁目 | 0.06km2 | 511 人   | 519 人   | 1,030 人  | 570 世帯   | 17,166.7 人/km2 |                  |
| 保谷町三丁目 | 0.14km2 | 1,170 人 | 1,186 人 | 2,356 人  | 1,392 世帯 | 16,828.6 人/km2 | 西武柳沢駅が所在 |
| 保谷町四丁目 | 0.11km2 | 756 人   | 832 人   | 1,588 人  | 793 世帯   | 14,436.4 人/km2 |                  |
| 保谷町五丁目 | 0.18km2 | 1,458 人 | 1,474 人 | 2,932 人  | 1,418 世帯 | 16,288.9 人/km2 |                  |
| 保谷町六丁目 | 0.19km2 | 1,614 人 | 1,621 人 | 3,235 人  | 1,637 世帯 | 17,026.3 人/km2 |                  |
| 計           | 0.82km2 | 6,227 人 | 6,378 人 | 12,605 人 | 6,483 世帯 | 15,372.0 人/km2 |                  |

### 小・中学校の学区
市立小・中学校に通う場合、学区は以下の通りとなる。
| 丁目         | 街区            | 小学校               | 中学校                     |
| ------------ | --------------- | -------------------- | -------------------------- |
| 保谷町一丁目 | 1〜6番          | 西東京市立保谷小学校 | 西東京市立保谷中学校       |
| 保谷町一丁目 | その他          | 西東京市立本町小学校 | 西東京市立保谷中学校       |
| 保谷町二丁目 | 全域            | 西東京市立本町小学校 | 西東京市立保谷中学校       |
| 保谷町三丁目 | 全域            | 西東京市立本町小学校 | 西東京市立保谷中学校       |
| 保谷町四丁目 | 全域            | 西東京市立本町小学校 | 西東京市立保谷中学校       |
| 保谷町五丁目 | 5〜6番 8〜9番   | 西東京市立本町小学校 | 西東京市立保谷中学校       |
| 保谷町五丁目 | その他          | 西東京市立本町小学校 | 西東京市立ひばりが丘中学校 |
| 保谷町六丁目 | 9〜13番         | 西東京市立本町小学校 | 西東京市立保谷中学校       |
| 保谷町六丁目 | 1〜8番 14〜20番 | 西東京市立保谷小学校 | 西東京市立保谷中学校       |
| 保谷町六丁目 | その他          | 西東京市立保谷小学校 | 西東京市立ひばりが丘中学校 |

### 地価
住宅地の地価は、2017年（平成29年）1月1日の公示地価によれば、保谷町2-4-11の地点で30万2000円/m2となっている。

## 歴史
明治以前には、武蔵国新座郡上保谷村に属していた。旧保谷市地域である。旧保谷市と田無市の合併前は保谷市本町（ほんちょう）であったが、隣接して田無市本町があったため、2001年の合併時にそれぞれ旧市名を取って「保谷町」「田無町」と改称された。
- 1965年（昭和40年）5月1日 保谷町が当町域の町名整理を実施。
  - 大字上保谷小字柳沢（一部）、千駄山（一部）、桶久保（一部）、立野、西浦、平松、荒井竹（一部）をもって、本町一丁目～六丁目を設置する。
- 2001年（平成13年）1月21日 保谷市と田無市が合併し西東京市が発足、当町域に隣接して田無市本町があったため改称し西東京市保谷町となる。

### 地名の由来
旧市名に由来する。なお、町名整理の際は、町名の案として本町の他に「中町」「栄町」「柳沢北町」が挙がっていた。

## 交通

### 鉄道
| 街区内で利用可能な駅           |
| ------------------------------ |
| 西武新宿線 - 西武柳沢駅(SS 16) |

三丁目に西武新宿線西武柳沢駅がある。なお、西武池袋線保谷駅は、市北東部の下保谷四丁目にある。

### バス
南北方向を結ぶバス路線は、西側の保谷新道を西武バスの田41系統・保谷駅 - 保谷庁舎 - 田無駅が通る。また、東側の伏見稲荷通りには、西武バスの吉63系統・保谷駅 - 柳沢駅通り - 吉祥寺駅が通る。このほか、伏見稲荷通りから新青梅街道を走行する保03系統・保谷駅 - 富士町 - 西武車庫間があるが、出入庫系統のため便数が限られている。
保谷町域外であるが西武柳沢駅の南口からは、関東バスの吉祥寺駅、三鷹駅方面が出ている。2015年3月までは都営バスの青梅方面が発着していた。
また、2023年8月20日より、運行日限定で関東バス武蔵野営業所による、八景島シーパラダイス行き運用が誕生している。

### 道路
- 東京都道8号千代田練馬田無線（富士街道）
- 東京都道233号東大泉田無線（保谷新道）
- 東京都道245号杉並田無線（新青梅街道）

## 施設

### 保谷町一丁目
- 西東京市立保谷中学校
- 西東京市立本町小学校
- 西東京市立保谷小学校
- 保谷郵便局
- 東京都水道局保谷町浄水所
- 佐藤眼科

### 保谷町二丁目
- 保谷第一公園

### 保谷町三丁目
- 西武柳沢駅
- ほうやちょう保育園
- 子パンダ保育園
- サフラン愛育園
- 柳沢駅前郵便局
- 安部医院
- 村市医院（廃院）
- 中村歯科医院
- エンゼル歯科クリニック
- 松本歯科医院
- 榊原接骨院
- 保谷第二公園

### 保谷町四丁目
- 本山医院
- 本町胃腸クリニック
- クリストロア宣教修道女会

### 保谷町五丁目
- さくらい歯科医院
- 西浦公園
- 保谷なかよし公園
- スポーレテニスクラブ
- いなげや保谷本町店・ジョーシン西東京保谷店

### 保谷町六丁目
- 瀧島稲荷神社
- 馬場医院
- 西東京眼科クリニック

## 史跡・文化財
- 西浦地蔵尊（保谷町五丁目、西東京市指定第36号）